# Sainte-Foy (Saône-et-Loire)
Pour les articles homonymes, voir Sainte-Foy.
Sainte-Foy est une commune française située dans le département de Saône-et-Loire, en région Bourgogne-Franche-Comté.

## Géographie

### Géologie et relief
Sainte-Foy possède une particularité géologique pour le Brionnais-Charolais puisque la commune est implantée sur un volcan  qui fait partie de la chaîne des volcans d'Auvergne dont il est l'extrémité. Le relief n'en demeure pas moins caractéristique de toute cette zone d'élevage du Brionnais : des collines verdoyantes.

### Transport et voies de communication
La route qui traverse Sainte-Foy relie La Clayette à Marcigny et à Charlieu. La gare SNCF la plus proche est celle de La Clayette. Une liaison par autocar permet de rejoindre la gare TGV le Creusot-Monchanin. L'arrêt est situé dans la commune proche de Marcigny.

### Climat
Pour des articles plus généraux, voir Climat de la Bourgogne-Franche-Comté et Climat de Saône-et-Loire.
En 2010, le climat de la commune est de type climat océanique dégradé des plaines du Centre et du Nord, selon une étude du Centre national de la recherche scientifique s'appuyant sur une série de données couvrant la période 1971-2000. En 2020, Météo-France publie une typologie des climats de la France métropolitaine dans laquelle la commune est dans une zone de transition entre le climat océanique altéré et le climat de montagne ou de marges de montagne et est dans la région climatique Centre et contreforts nord du Massif Central, caractérisée par un air sec en été et un bon ensoleillement.
Pour la période 1971-2000, la température annuelle moyenne est de 10,1 °C, avec une amplitude thermique annuelle de 16,2 °C. Le cumul annuel moyen de précipitations est de 962 mm, avec 11,5 jours de précipitations en janvier et 7,6 jours en juillet. Pour la période 1991-2020, la température moyenne annuelle observée sur la station météorologique de Météo-France la plus proche, « Briant », sur la commune de Briant à 3 km à vol d'oiseau, est de 11,7 °C et le cumul annuel moyen de précipitations est de 930,7 mm. 
La température maximale relevée sur cette station est de 40 °C, atteinte le 12 août 2003 ; la température minimale est de −14,7 °C, atteinte le 31 décembre 1996,,.
Les paramètres climatiques de la commune ont été estimés pour le milieu du siècle (2041-2070) selon différents scénarios d'émission de gaz à effet de serre à partir des nouvelles projections climatiques de référence DRIAS-2020. Ils sont consultables sur un site dédié publié par Météo-France en novembre 2022.

## Urbanisme

### Typologie
Au 1er janvier 2024, Sainte-Foy est catégorisée commune rurale à habitat très dispersé, selon la nouvelle grille communale de densité à sept niveaux définie par l'Insee en 2022.
Elle est située hors unité urbaine et hors attraction des villes,.

### Occupation des sols
L'occupation des sols de la commune, telle qu'elle ressort de la base de données européenne d’occupation biophysique des sols Corine Land Cover (CLC), est marquée par l'importance des territoires agricoles (71,2 % en 2018), une proportion identique à celle de 1990 (71,2 %). La répartition détaillée en 2018 est la suivante : prairies (71,2 %), forêts (28,8 %). L'évolution de l’occupation des sols de la commune et de ses infrastructures peut être observée sur les différentes représentations cartographiques du territoire : la carte de Cassini (XVIIIe siècle), la carte d'état-major (1820-1866) et les cartes ou photos aériennes de l'IGN pour la période actuelle (1950 à aujourd'hui).

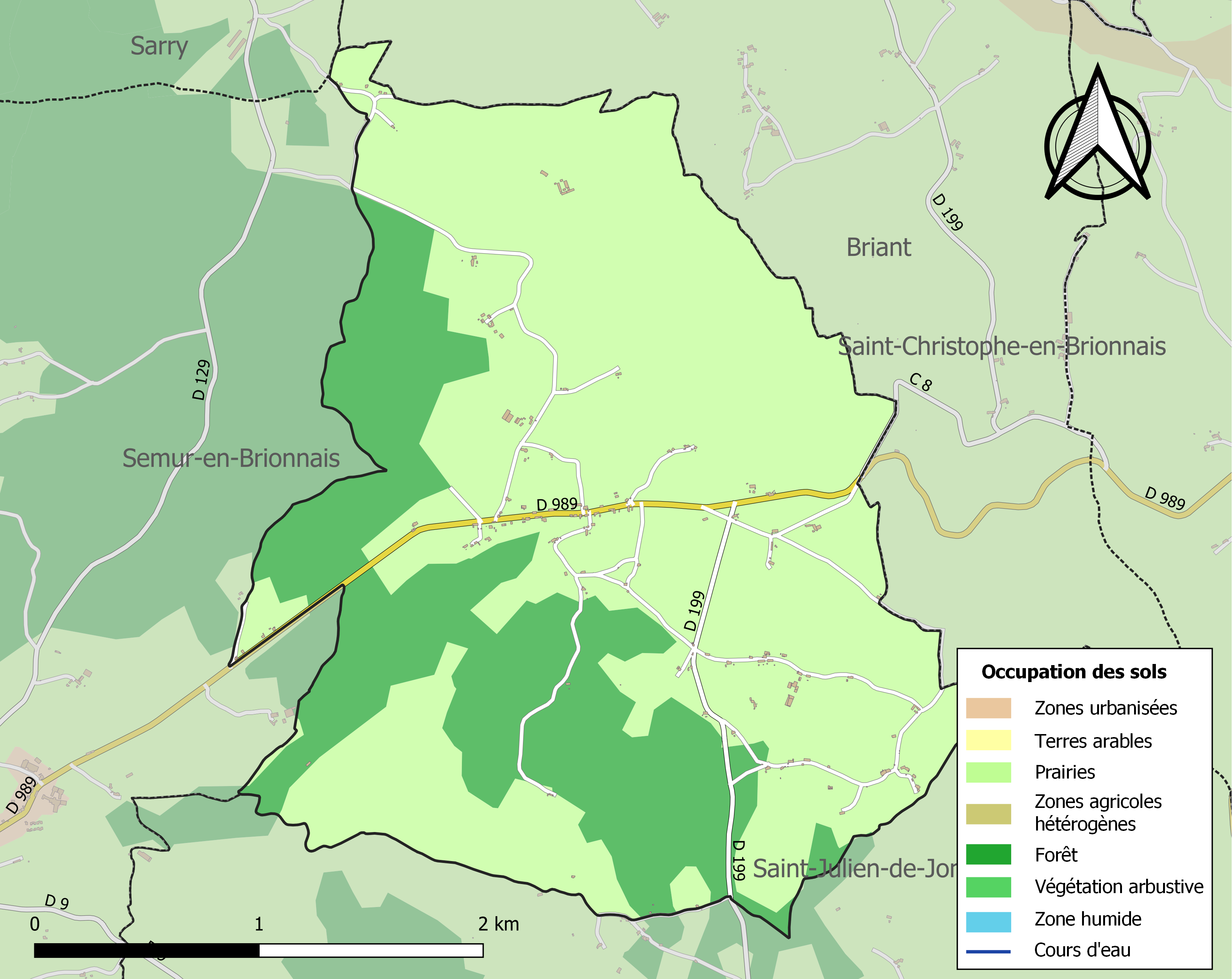
Carte des infrastructures et de l'occupation des sols de la commune en 2018 (CLC).

## Toponymie

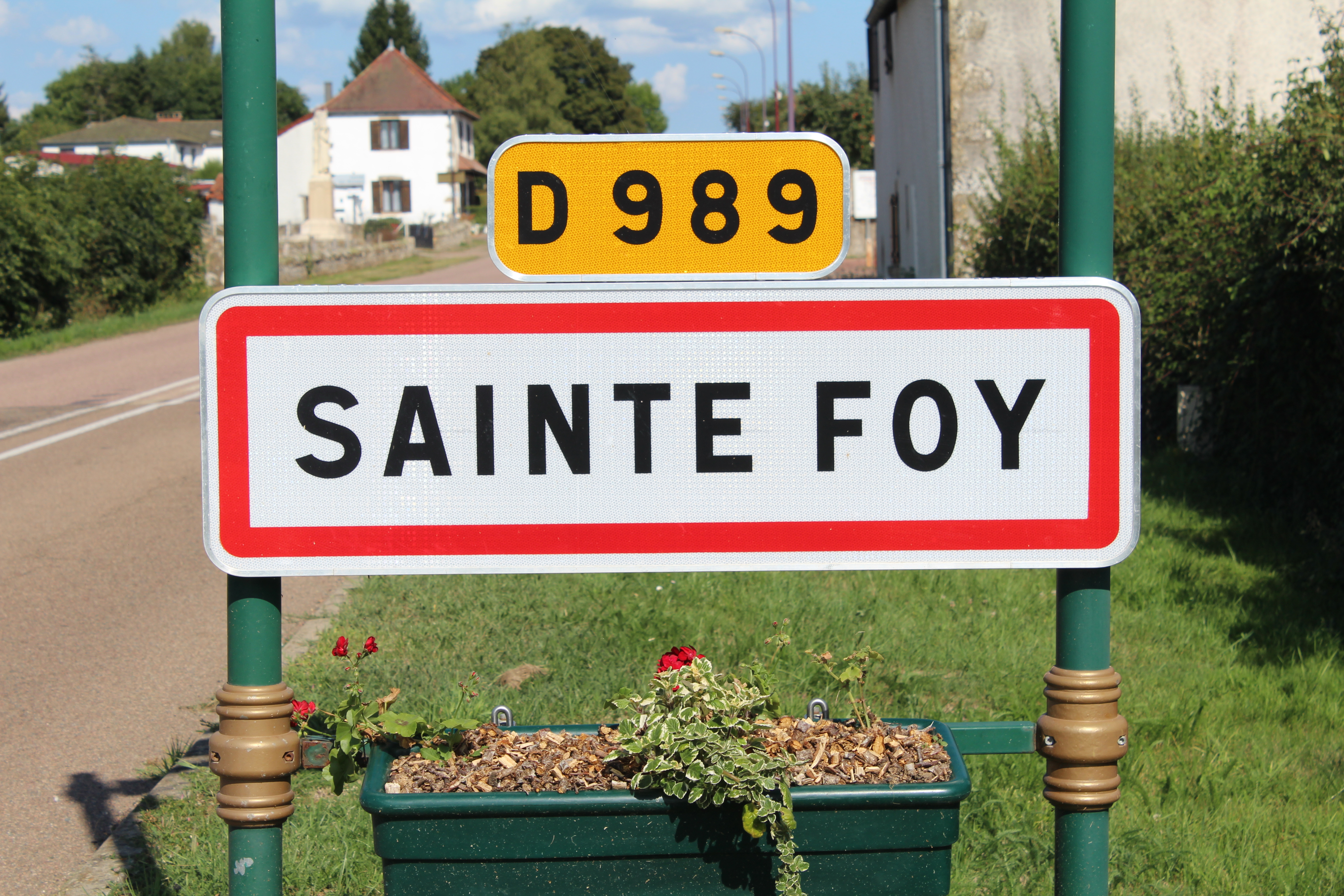
Panneau d'entrée dans le village.

Sainte Foy (ou Foi) est le nom de sainte Foy d'Agen. Elle vit au IIIe s. À douze ans, elle refuse de renier sa foi chrétienne. Elle est brûlée sur un grill, puis décapitée. Ses reliques sont transportées à Conques en 866. Le culte de sainte Foy rayonna alors dans toute la Gaule.

## Histoire
Au Moyen Âge, Sainte-Foy est une « petite commune qui n'a que 14 maisons et 45 communiants ». Le prieuré de Marcigny a, en 1120, une celle (petit monastère) à Sainte-Foy.
L'historien de la Bourgogne, l'abbé Courtépée, indique que Sainte-Foy dépendait du « seigneur Marc-Jean de Tenay, Marquis de St. Chriſtophe en Brionnais » et dépendait auparavant de Girard de la Guiche lequel l'avait obtenu par acquisition faite au XVe siècle à Jean De Damas de Digoine. Sainte-Foy devient commune sous la Révolution française. La commune est fortement agrandie (la superficie comme la population ont environ triplé), par l'annexion d'une partie de la commune de Saint-Julien-de-Jonzy et d'une partie de celle de Briant,  par une loi du 22 avril 1863.

### Les Templiers

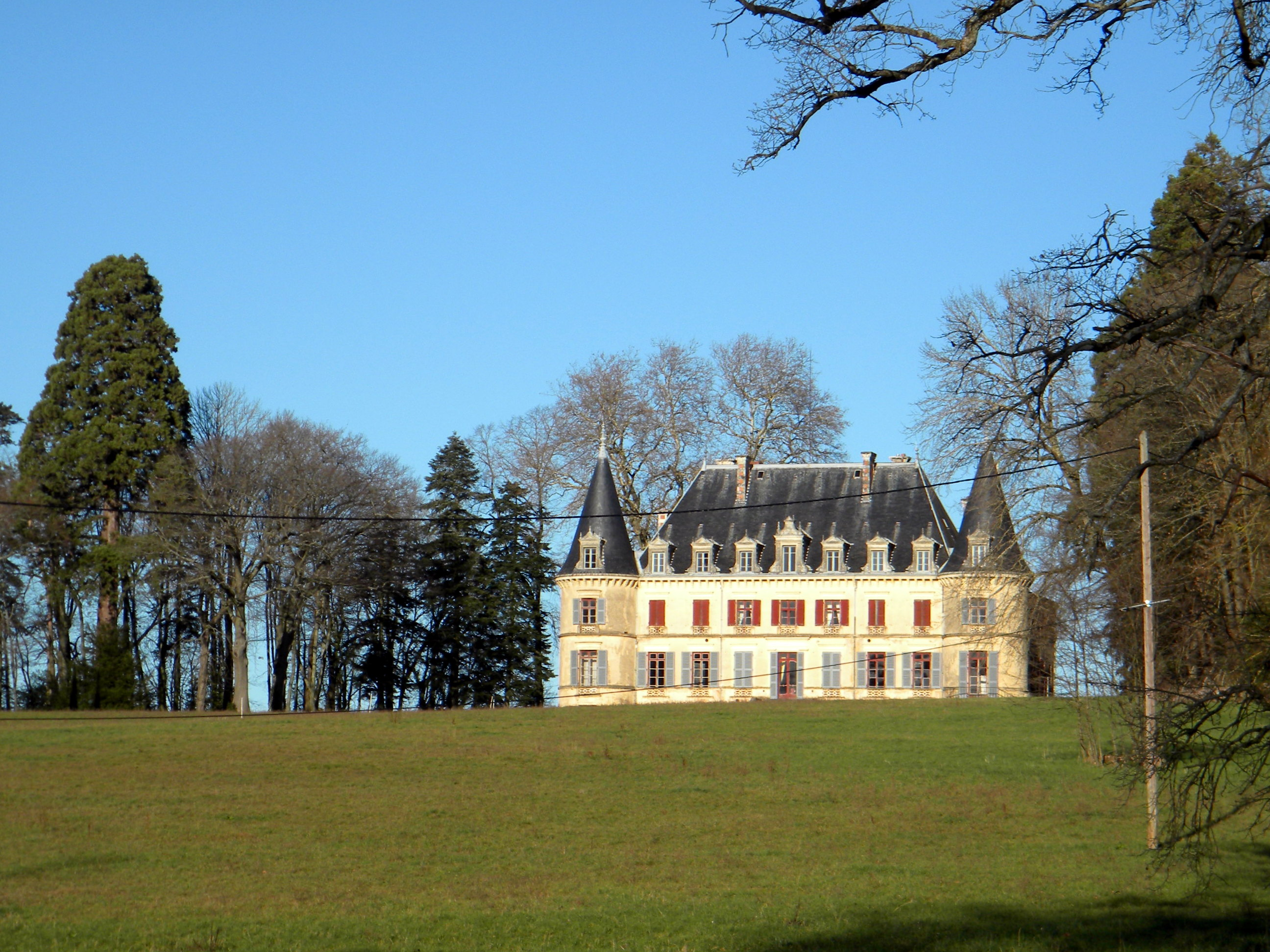
Le château de Launay, vu de l'entrée du parc.

Il existait à l'origine une commanderie templière qui était de l'ordre du Temple.
Aujourd'hui le château de Launay est construit au XIXe siècle sur les ruines d'un château du XVIIe siècle. Il est une demeure privée.

## Politique et administration

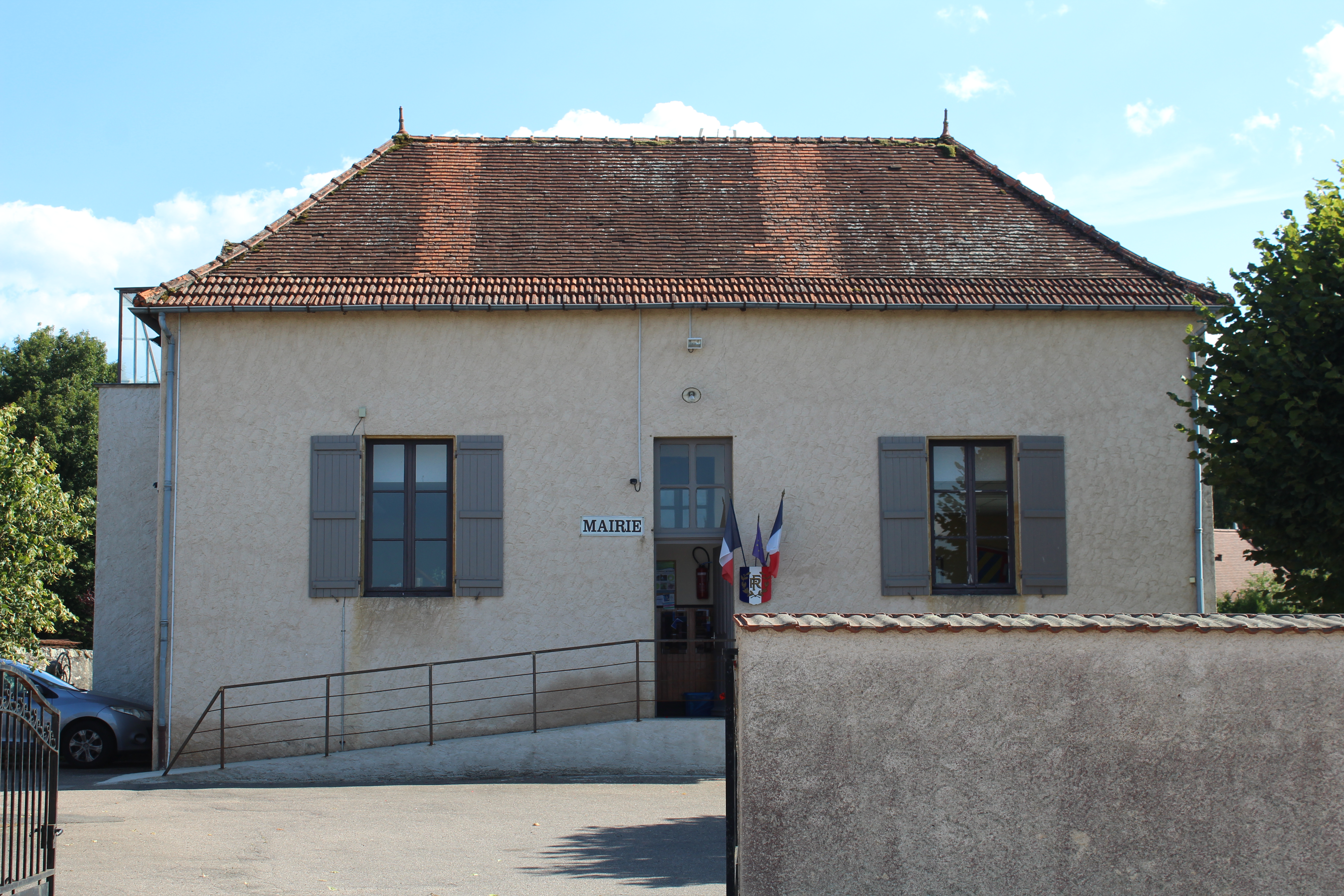
Mairie.

| Période                                  | Période   | Identité          | Étiquette | Qualité |
| ---------------------------------------- | --------- | ----------------- | --------- | ------- |
| mars 2001                                | mars 2014 | Henry Germain     | DVD       |         |
| mars 2014                                | en cours  | Brigitte Barathon |           |         |
| Les données manquantes sont à compléter. |           |                   |           |         |

## Population et société

### Démographie
L'évolution du nombre d'habitants est connue à travers les recensements de la population effectués dans la commune depuis 1793. Pour les communes de moins de 10 000 habitants, une enquête de recensement portant sur toute la population est réalisée tous les cinq ans, les populations de référence des années intermédiaires étant quant à elles estimées par interpolation ou extrapolation. Pour la commune, le premier recensement exhaustif entrant dans le cadre du nouveau dispositif a été réalisé en 2006.

En 2022, la commune comptait 143 habitants, en évolution de +2,88 % par rapport à 2016 (Saône-et-Loire : −1,06 %, France hors Mayotte : +2,11 %).
| 1793 | 1800 | 1806 | 1821 | 1831 | 1836 | 1841 | 1846 | 1851 |
| ---- | ---- | ---- | ---- | ---- | ---- | ---- | ---- | ---- |
| 110  | 108  | 101  | 125  | 118  | 98   | 91   | 91   | 105  |

| 1856 | 1861 | 1866 | 1872 | 1876 | 1881 | 1886 | 1891 | 1896 |
| ---- | ---- | ---- | ---- | ---- | ---- | ---- | ---- | ---- |
| 113  | 400  | 382  | 403  | 383  | 356  | 399  | 391  | 376  |

| 1901 | 1906 | 1911 | 1921 | 1926 | 1931 | 1936 | 1946 | 1954 |
| ---- | ---- | ---- | ---- | ---- | ---- | ---- | ---- | ---- |
| 382  | 351  | 328  | 261  | 276  | 263  | 239  | 223  | 209  |

| 1962 | 1968 | 1975 | 1982 | 1990 | 1999 | 2006 | 2011 | 2016 |
| ---- | ---- | ---- | ---- | ---- | ---- | ---- | ---- | ---- |
| 186  | 174  | 163  | 157  | 167  | 134  | 136  | 120  | 139  |

| 2021 | 2022 | - | - | - | - | - | - | - |
| ---- | ---- | - | - | - | - | - | - | - |
| 141  | 143  | - | - | - | - | - | - | - |

### Enseignement
La commune ne compte aucun établissement scolaire. Les enfants sont scolarisés dans les écoles des communes voisines de Saint-Chritophe-en-Brionnais ou de Semur-en-Brionnais.

### Santé
Les hôpitaux les plus proches sont l'hopîtal local de Marcigny, et le Centre hospitalier de Paray-le-Monial dont la zone d'action couvre le Charolais-Brionnais.

## Économie
Production remarquable : Sainte-Foy étant située dans le Brionnais, proche de Saint-Christophe-en-Brionnais connu pour son marché de bestiaux, l'élevage a une place importante. D'autres productions existent telle celle du crocus sativus dont les stigmates donnent le safran. Il est de grande qualité grâce au climat et à la nature des sols. La population active ayant un emploi en 2012 est de 46 ; le nombre d'emplois dans la commune est de 12. Il existe un seul commerce : bar-restaurant.

## Culture locale et patrimoine

### Lieux et monuments

#### L'église paroissiale Sainte-Claire
L'ancienne église de Sainte-Foy a disparu, elle a été remplacée par une nouvelle église, consacrée en 1863. Elle est sous le patronage de sainte Claire (et non de sainte Foy). De style néo-gothique, cette église fut construite sur vœux de la famille de Vincent de Vaugelas, châtelain de l'époque, dont l'épouse est apparentée à Pierre Puvis de Chavannes, célèbre peintre lyonnais.

#### Le monument aux morts
La commune de Sainte-Foy possède un monument aux morts où les habitants se recueillent lors de l'Armistice, Le monument a été inauguré le 28 octobre 1923 et a été réalisé par M. Dumas, marbrier à Lyon pour un coût de 11 761 francs dont 4 800 francs collectés par une souscription publique. Sur le  monument figurent 29 noms de morts lors de la Première Guerre mondiale de 1914 à 1918 pour une population communale d'alors d'environ 320 habitants.

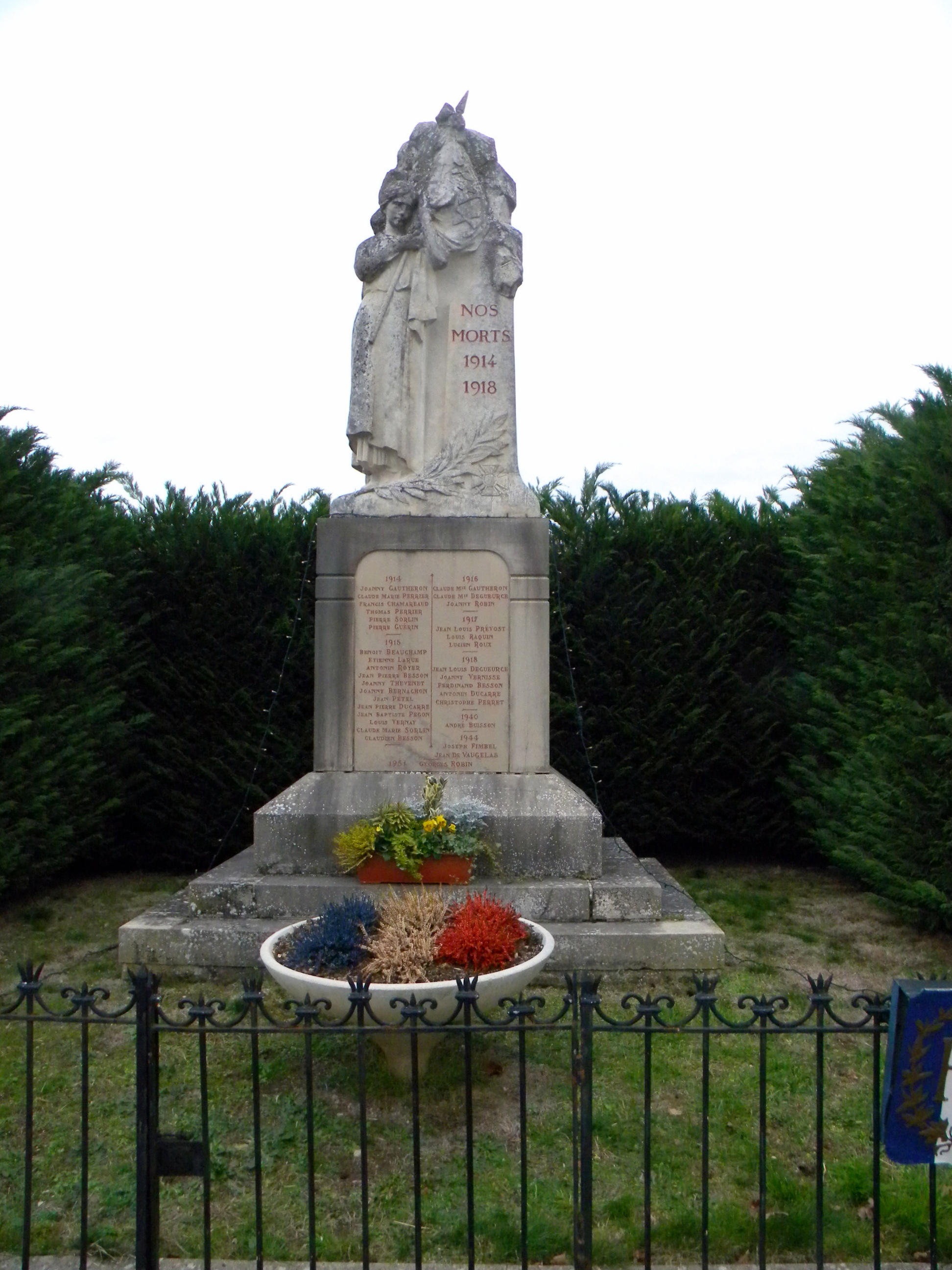
Vue générale du monument aux morts.
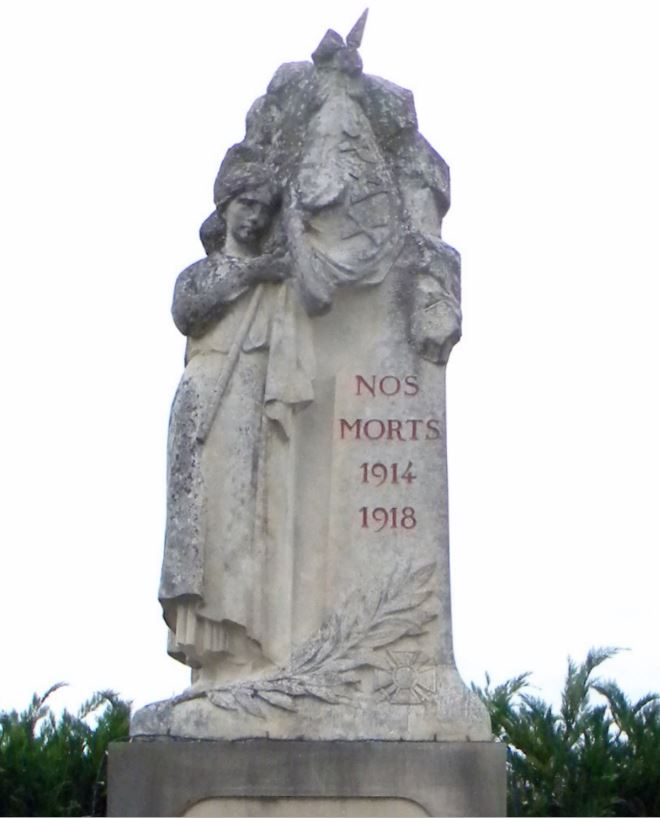
Détail du monument aux morts.

## Pour approfondir